# Куклен (нос)
Носът Куклен (на английски: Kuklen Point) е морски нос от източната страна на входа в залива Скравена на северния бряг на остров Ливингстън. Разположен 2,13 km югоизточно от нос Авитохол и 5,6 km западно от нос Луковит. Вдава се 700 m в залива Хироу на протока Дрейк. Оформен в резултат на отдръпването на ледник Тунджа в края на XX и началото на XXI век.
Наименуван е на град Куклен в Южна България. Името е официално дадено на 12 август 2008 г.
Испанско картографиране от 1991 г., българско от 2005, 2009 и 2012 г.

## Карти
- L.L. Ivanov et al, Antarctica: Livingston Island, South Shetland Islands (from English Strait to Morton Strait, with illustrations and ice-cover distribution), 1:100000 scale topographic map, Antarctic Place-names Commission of Bulgaria, Sofia, 2005
- Л. Иванов. Антарктика: Остров Ливингстън и острови Гринуич, Робърт, Сноу и Смит. Топографска карта в мащаб 1:120000. Троян: Фондация Манфред Вьорнер, 2009. ISBN 978-954-92032-4-0
- Л. Иванов. Карта на остров Ливингстън. В: Иванов, Л. и Н. Иванова. Антарктика: Природа, история, усвояване, географски имена и българско участие. София: Фондация Манфред Вьорнер, 2014. с. 18 – 19. ISBN 978-619-90008-1-6